# كي هوندا
كي هوندا (باليابانية: 本田奎) هو لاعب شوغي ‏ ياباني، ولد في 5 يوليو 1997 في تاكاتسو-كو في اليابان.